# Françoise Kerymer
Françoise Kerymer est une romancière française née le 3 février 1952 à Paris. 
La musique et la mer sont ses principales sources d’inspiration. L’opéra « L’île », dont elle a écrit le livret, composé par Jean-Paul Penin pour solistes et orchestre, a été primé par l’Académie de Marine.

## Biographie
D’une famille de libraires du Quartier Latin, elle fait ses études secondaires à Paris, École alsacienne et à Rome. Joseph Gibert, son arrière-grand-père, est professeur de lettres classiques au collège Saint-Michel de Saint-Étienne. En 1886, il ouvre une boîte de bouquiniste sur les quais de la Seine. Son grand-père est expert en livres anciens et édite des livres d’art. Son père développe la spécialité du livre d'occasion.
Elle consacre aussi la majeure partie de sa vie professionnelle au livre. Ingénieur projet, elle instaure l’informatisation de la librairie Gibert Jeune, qu’elle dirige quelques années avant de rejoindre la direction générale des librairies Privat, rebaptisées par la suite Chapitre. Membre élue du Syndicat de la librairie française, elle participe à la refonte de la Convention collective, alors directrice de la Communication pour la division culturelle française du groupe allemand Bertelsmann, DirectGroup France.
Navigatrice pendant trente ans sur les côtes atlantiques (de l’Europe à la Patagonie, du Labrador au cap de Bonne-Espérance) avec son mari, médecin à Nantes, puis à Paris, elle publie son premier roman aux Éditions Jean-Claude Lattès en 2010 « Il faut laisser les cactus dans le placard », suivi de « Seuls les poissons » en 2012. Son troisième roman, intimement[réf. nécessaire] lié au monde maritime, « Trois éclats toutes les vingt secondes » (2014), est finaliste du prix Gens de Mer au festival Étonnants Voyageurs de Saint-Malo 2015.
Sa rencontre avec le chef d’orchestre et compositeur Jean-Paul Penin, dont elle devient la librettiste pour son ballet « Interlude », oriente sa vie vers la musique. Ils se marient à Paris. « L’automne attendra » parait en 2018.  
Elle écrit également des nouvelles. L’organiste Sophie-Véronique Cauchefer-Choplin improvise sur « L’occasion rêvée », consacrée à la grandeur des livres d’occasion, lors d’un concert-lecture en 2019 au grand orgue de l’église Saint-Sulpice à Paris. Cette nouvelle est ensuite parue en feuilletons dans l’hebdomadaire « Les Veillées des Chaumières » en 2020, qui publie plusieurs autres nouvelles en 2021 et 2022.
Décerné en 2022, le prix de l’Académie de Marine qu’elle et son mari reçoivent pour leur opéra, « L’île », récompense pour la première fois une œuvre musicale. L’argument de son livret est inspiré de son troisième roman « Trois éclats toutes les vingt secondes ». Huis-clos d’une jeune mère citadine avec son fils surdoué, à la découverte de la mer et de la musique, il se déroule sur l’île de Sein. L’opéra est dédié aux sauveteurs en mer.

## Œuvres

### Romans
- Il faut laisser les cactus dans le placard Paris, Éditions Jean-Claude Lattès, 2010  (ISBN 9782709635622) – Format Poche : Éditions Pocket, 2012. Format audio : Édition [livre audio], bibliothèques de Caen, 2013[17]
- « Seuls les poissons », Paris, [Éditions Jean-Claude Lattès], 2012  (ISBN 9782709642675) – Format Poche : Éditions Pocket, 2013 – Format audio : Édition [livre audio], bibliothèques de Caen, 2014
- « Trois éclats toutes les vingt secondes », Paris, Éditions Jean-Claude Lattès, 2014  (ISBN 9782709646567) - Sélection du prix Gens de mer, festival Étonnants Voyageurs - Saint-Malo, 2015[18]
- Éditions France-Loisirs, 2014 – Format Poche : Éditions [Pocket], 2016 – Format grands caractères : Édition Gabelire, 2016 – Format audio : Édition livre audio, bibliothèques de Caen, 2016 – Traduit en allemand sous le titre « Zwischen Himmel und Meer » Éditions BTB Verlag Random House, 2017 -  (ISBN 9783442714636)[19]
- « L’Automne attendra », Paris, Éditions Jean-Claude Lattès, 2018  (ISBN 978 2 7096 6151 5) – Format Poche : Éditions Pocket, 2019.

### Nouvelles
- « L’occasion rêvée » », improvisée au grand orgue de l’église Saint-Sulpice à Paris en 2019, par Sophie-Véronique Cauchefer-Choplin, titulaire adjointe, et à la Collégiale de Neuchâtel - Suisse en 2020[20]. Cette nouvelle est ensuite parue en feuilleton dans l’hebdomadaire « Les Veillées des chaumières » en 2020. (Nos 3422 à 3432, du 8/4/2020 au 17/6/2020). Plusieurs autres nouvelles sont publiées dans cet hebdomadaire en 2021 et 2022. Nos /3437/3477/3479/3505/3544/3457.

### Livrets musicaux
- « Interlude », livret de ballet, 2015. Compositeur : Jean-Paul Penin.
- « L’île », livret de l’opéra, 2020. Compositeur : Jean-Paul Penin. Opéra en 3 actes[21]

## Distinctions
- Opéra « L’île » : Prix de l’Académie de Marine – Mention 2022 [2]